# Quận Refugio, Texas
Quận Refugio (tiếng Anh:Refugio County) là một quận trong tiểu bang Texas, Hoa Kỳ. Quận lỵ đóng ở thành phố Refugio6. Theo kết quả điều tra dân số năm 2000 của Cục điều tra dân số Hoa Kỳ, quận có dân số người.

## Thông tin nhân khẩu
Theo điều tra dân số 2 năm 2000, quận đã có 7.828 người, 2.985 hộ, và 2.176 gia đình sống trong quận. Mật độ dân số là 10 người cho mỗi dặm vuông (4/km ²). Có 3.669 đơn vị nhà ở với mật độ trung bình là 5 cho mỗi dặm vuông (2/km ²). Cơ cấu dân tộc của quận có 80,22% người da trắng, 6,77% da đen hay Mỹ gốc Phi, 0,56% người Mỹ bản xứ, 0,29% người châu Á, 0,05% người đảo Thái Bình Dương, 10,42% từ các chủng tộc khác, và 1,67% từ hai hoặc nhiều chủng tộc. 44,58% dân số là người Hispanic hay Latino thuộc chủng tộc nào.
Có 2.985 hộ, trong đó 31,60% có trẻ em dưới 18 tuổi sống chung với họ, 55,10% là các cặp vợ chồng sống với nhau, 12,80% có chủ hộ là nữ không có mặt chồng, và 27,10% là không lập gia đình. 24,60% của tất cả các hộ gia đình đã được tạo thành từ các cá nhân và 11,50% có người sống một mình 65 tuổi trở lên đã được người. Bình quân mỗi hộ là 2,59 và cỡ gia đình trung bình là 3,07.
Trong quận, độ tuổi dân số với 26,10% ở độ tuổi dưới 18, 7,40% 18-24, 25,90% 25-44, 24,00% 45-64, và 16,60% người 65 tuổi trở lên. Tuổi trung bình là 39 năm. Cứ mỗi 100 nữ có 95,80 nam giới. Cứ mỗi 100 nữ 18 tuổi trở lên, đã có 92,40 nam giới.
Thu nhập trung bình cho một hộ gia đình trong quận được $ 29.986 và thu nhập trung bình cho một gia đình là $ 36.162. Nam giới có thu nhập trung bình $ 29.667 so với 16.565 $ cho phái nữ. Thu nhập trên đầu cho các quận được $ 15.481. Giới 14,30% gia đình và 17,80% dân số sống dưới mức nghèo khổ, trong đó có 24,20% những người dưới 18 tuổi và 16,30% có độ tuổi từ 65 trở lên.